# Dusk and Summer
Albums de Dashboard Confessional
A Mark, A Mission, A Brand, A Scar
(2006) The Shade Of Poison Trees
(2008)
Dusk and Summer est le 5e album du groupe Dashboard Confessional.

## Liste des titres
1. Don't Wait (4:05)
2. Reason To Believe (3:43)
3. The Secret's In the Telling (3:24)
4. Stolen (3:53)
5. Rooftops and Invitations (3:54)
6. So Long, So Long (4:15) (Feat. Adam Duritz de Counting Crows)
7. Currents (4:27)
8. Slow Decay (4:08)
9. Dusk and Summer (4:38)
10. Heaven Here (4:08)

### Bonus
Deluxe Edition (22 mai 2007)
- Vindicated (3:21)
- Ghost of a Good Thing (acoustic live) (4:11)
- The Best Deceptions (live) (5:30)